# Solenopsis castor
Solenopsis castor es una especie de hormiga del género Solenopsis, subfamilia Myrmicinae.

## Distribución
Esta especie se encuentra en Brasil, Colombia, Costa Rica, Panamá y San Vicente y las Granadinas.